# Der Teufel trägt Prada
Der Teufel trägt Prada (The Devil Wears Prada) ist eine US-amerikanische Filmkomödie von David Frankel aus dem Jahr 2006. In den Hauptrollen sind Meryl Streep und Anne Hathaway zu sehen. Der Film basiert auf dem gleichnamigen Roman von Lauren Weisberger aus dem Jahr 2003.

## Handlung
Die frischgebackene Universitätsabsolventin Andrea Sachs, Andy genannt, übernimmt eine Stelle als zweite Assistentin von Miranda Priestly, der eisigen und sehr anspruchsvollen Chefredakteurin der führenden Modezeitschrift Runway. Andy sieht diesen Job als Qualifikation und Sprungbrett für größere Aufgaben. Von Mode hat sie keine Ahnung, hört jedoch von verschiedenen Personen, dass für diesen Job Millionen Frauen sterben würden. Die Angestellten, insbesondere die erste Assistentin Emily, machen sich über Andy lustig, da sie in ihren Augen vollkommen unmöglich gekleidet und dazu mit Kleidergröße 36 viel zu dick ist.
Die beruflichen Belastungen der folgenden Wochen sind hoch, die Erwartungen ihrer Chefin erscheinen Andy unerfüllbar. In ihren Bemühungen, den Anforderungen gerecht zu werden, unterstützt sie der künstlerische Leiter Nigel dabei, ihr Auftreten und Erscheinungsbild zu ändern und an die Erwartungen ihrer Mitarbeiter und ihrer Chefin anzupassen. Ihr Ansehen in der Redaktion steigt. Erste Anerkennung von der Chefredakteurin erhält sie, als sie über den Reporter Christian Thompson das Manuskript eines unveröffentlichten Harry-Potter-Bandes für die Kinder ihrer Chefin beschaffen kann. Andy findet an der Glamour-Welt der Mode langsam Gefallen. Andys Verwandlung belastet allerdings das Verhältnis zu ihren Freunden und insbesondere zu ihrem Freund, dem Saucier Nate.
Anstelle von Emily soll Andy Miranda Priestly zur jährlichen Modenschau nach Paris begleiten. Als Andy betont, wie viel die Reise ihrer Kollegin bedeute, entgegnet Miranda, sie müsse das beste Team dabei haben, und dass nur die Teilnahme an der Reise Andys Job sichere. Während Andy Emily anruft und ihr diese Botschaft überbringen möchte, wird ihre Kollegin auf den Straßen New Yorks angefahren und verletzt.
Kurz vor der Paris-Reise stellt Nate Andy zur Rede und sagt ihr, dass sie nun in zwei getrennten Welten lebten und sie in Wirklichkeit eine „Beziehung“ mit ihrer Chefin führe. Andy hält ihm entgegen, dass er Miranda und „Runway“ hasst und zu verstehen gibt, dass er Mode für etwas Dummes hält. Als ihre Chefin sie im nächsten  Moment anruft und sie erneut nicht ablehnen kann, beschließt das Paar, sich zu trennen und Paris als Auszeit zu nehmen.
In Paris angekommen, begegnet Andy dem Reporter Christian Thompson wieder. Die beiden verbringen eine Nacht miteinander. Andy erfährt von Thompson, dass Mirandas Stelle mit der Chefredakteurin der französischen Runway, ihrer direkten Konkurrentin, neu besetzt werden soll. Sie versucht, Miranda zu warnen, wird aber abgewiesen. Der künstlerische Leiter Nigel will unterdessen aus der Redaktion aussteigen und den Job des Geschäftsführers eines Modeunternehmens übernehmen. Er freut sich und feiert gemeinsam mit Andy. Während eines Empfangs verkündet Miranda allerdings, die gut bezahlte Stelle des Geschäftsführers solle nicht Nigel, sondern eben jene französische Redakteurin übernehmen, die als ihre Nachfolgerin gehandelt wurde.
Später sitzt Andy während einer Autofahrt mit Miranda auf dem Rücksitz. Miranda offenbart, dass sie von ihrer drohenden Entlassung gewusst und rechtzeitig gehandelt habe: Sie habe dem Besitzer der Zeitschrift gedroht, gemeinsam mit ihr würden die Zeitschrift auch die Modeschöpfer, Redakteure und Models verlassen, die sie im Laufe der Jahre entdeckt habe. Andy betont, dass sie nie tun könne, was Miranda Nigel angetan habe. Diese entgegnet, Andy habe dasselbe bereits ihrer Kollegin Emily angetan. Als Andy zu bedenken gibt, dass sie aber vielleicht nicht so werden wolle wie Miranda, verspottet diese sie und sagt, dass natürlich alle ihr Leben führen wollen würden.
Nach dem Aussteigen entfernt sich Andy unbemerkt aus Mirandas Tross. Miranda bemerkt das Verschwinden und ruft Andy an, diese wirft jedoch ihr Handy in einen Springbrunnen.
Andy bewirbt sich um einen neuen Job als Redakteurin einer New Yorker Zeitung. Miranda schickt ein Fax an den Chef und erklärt, keine ihrer Assistentinnen habe sie so enttäuscht wie Andy, aber er wäre ein Idiot, wenn er sie nicht einstellen würde. Daraufhin gibt er Andy die Stelle. Gleichzeitig findet Nate eine neue Anstellung als Souschef in einem renommierten Restaurant in Boston. Andy und Nate versöhnen sich wieder.
Etwas später ruft Andy in Mirandas Büro an, um Emily zu bitten, ihr die Kleider aus Paris abzunehmen. Emily gibt sich abweisend, willigt aber ein und lächelt nach dem Telefonat. Danach wendet sie sich an die neue zweite Assistentin, die nun Andys Platz eingenommen hat, und meint, die Fußstapfen, in welche sie nun trete, seien sehr groß.
Andy sieht auf der Straße Miranda, die in ihr Auto einsteigt. Sie winkt ihrer ehemaligen Chefin zu, diese tut jedoch so, als ob sie Andy nicht bemerkt hätte. Im Auto nimmt sie ihre Sonnenbrille ab und lächelt einen kurzen Moment, um dann ihren Fahrer harsch aufzufordern, er solle losfahren.

## Filmmusik
1. Jump – Madonna
2. Vogue – Madonna
3. Bittersweet Faith – Bitter:Sweet
4. City Of Blinding Lights – U2
5. Seven Days In Sunny June – Jamiroquai
6. Crazy (James Michael Mix) – Alanis Morissette
7. Beautiful – Moby
8. How Come – Ray LaMontagne
9. Sleep – Azure Ray
10. Feelin’ Hypnotized (Black Liquid Remix) – DJ Colette
11. Tres Tres Chic – Mocean Worker
12. Here I Am (Kaskade Radio Edit) – David Morales & Tamra Keenan
13. Suite From The Devil Wears Prada – Theodore Shapiro
14. Yeah Yeah Brother – Black Grape
15. Suddenly I See – KT Tunstall

## Kritiken
James Berardinelli schrieb auf ReelViews, der Film sei gleichzeitig eine „energiegeladene Satire auf die Modewelt“ und ein „Melodrama“. Er funktioniere als Satire, aber nicht als Melodrama. Berardinelli lobte die „starken“ Darstellungen von Meryl Streep, Stanley Tucci und Emily Blunt. Anne Hathaway fehle es an Präsenz. Der Kritiker schrieb, er habe den Film bis auf die letzte „weinerliche“ halbe Stunde und das „künstliche“ Ende genossen.
Carina Chocano lobte in der Los Angeles Times Meryl Streep in ihrer „komischen Spitzenform“. Die Komödie sei „scharf“ und „überraschend witzig“.
Das Lexikon des internationalen Films urteilte: „Die nach einem autobiografisch gefärbten Schlüsselroman flott gestaltete Filmkomödie macht sich über die Modewelt der Eitelkeiten und die ihr anhängenden Branchen lustig, ohne deren Reiz gänzlich in Abrede stellen zu können. In der Hauptrolle faszinierend gespielt, bietet der Film eine amüsante, letztlich aber bekannte Karikatur von Oberflächenreizen.“

## Synchronisation
Der Film wurde bei der Interopa Film in Berlin vertont. Alexander Löwe schrieb das Dialogbuch, Oliver Rohrbeck führte die Dialogregie.
| Rolle              | Schauspieler         | Synchronsprecher       |
| ------------------ | -------------------- | ---------------------- |
| Andy Sachs         | Anne Hathaway        | Marie Bierstedt        |
| Miranda Priestly   | Meryl Streep         | Dagmar Dempe           |
| Emily Charleton    | Emily Blunt          | Bianca Krahl           |
| Nigel              | Stanley Tucci        | Lutz Mackensy          |
| Nate               | Adrian Grenier       | Julien Haggège         |
| Lily               | Tracie Thoms         | Peggy Sander           |
| Doug               | Rich Sommer          | Dennis Schmidt-Foß     |
| Christian Thompson | Simon Baker          | Andreas Fröhlich       |
| James Holt         | Daniel Sunjata       | Markus Pfeiffer        |
| Serena             | Gisele Bündchen      | Tanja Geke             |
| Irv Ravitz         | Tibor Feldman        | Bodo Wolf              |
| Stephen            | James Naughton       | Reinhard Kuhnert       |
| Richard Sachs      | David Marshall Grant | Hans-Jürgen Dittberner |
| Jocelyn            | Rebecca Mader        | Gundi Eberhard         |

## Auszeichnungen und Nominierungen
Oscar 2007
- Nominierung in der Kategorie Beste Hauptdarstellerin für Meryl Streep
- Nominierung in der Kategorie Bestes Kostümdesign für Patricia Field

Golden Globe Awards 2007
- Nominierung in der Kategorie Bester Film – Komödie oder Musical für Wendy Finerman
- Beste Hauptdarstellerin – Komödie oder Musical für Meryl Streep
- Nominierung in der Kategorie Beste Nebendarstellerin für Emily Blunt

British Academy Film Awards 2007
- Nominierung in der Kategorie Bestes adaptiertes Drehbuch für Aline Brosh McKenna
- Nominierung in der Kategorie Beste Hauptdarstellerin für Meryl Streep
- Nominierung in der Kategorie Beste Nebendarstellerin für Emily Blunt
- Nominierung in der Kategorie Beste Kostüme für Patricia Field
- Nominierung in der Kategorie Beste Maske für Nicki Ledermann und Angel De Angelis

Satellite Awards 2006
- Beste Hauptdarstellerin (Komödie/Musical) für Meryl Streep
- Bestes Kostümdesign für Patricia Field
- Nominierung in der Kategorie Bester Film (Komödie/Musical) für Wendy Finerman

Der Film als Beste Komödie, Emily Blunt, Meryl Streep sowie das aus Meryl Streep und Anne Hathaway bestehende Paar wurden 2006 für den Teen Choice Award nominiert. Meryl Streep wurde 2006 für den Chicago Film Critics Association Award sowie 2007 für den Screen Actors Guild Award und den Online Film Critics Society Award nominiert; sie gewann 2007 den National Society of Film Critics Award. Meryl Streep und Emily Blunt wurden 2007 für den London Critics Circle Film Award nominiert. Meryl Streep und der Film als Beste Komödie wurden 2007 für den Broadcast Film Critics Association Award nominiert.
Aline Brosh McKenna wurde im Jahr 2007 für den Writers Guild of America Award und – gemeinsam mit Lauren Weisberger – für den USC Scripter Award nominiert. Patricia Field wurde 2007 für den Costume Designers Guild Award nominiert. Mark Livolsi wurde 2007 für den American Cinema Editors Award nominiert.

## Hintergrund

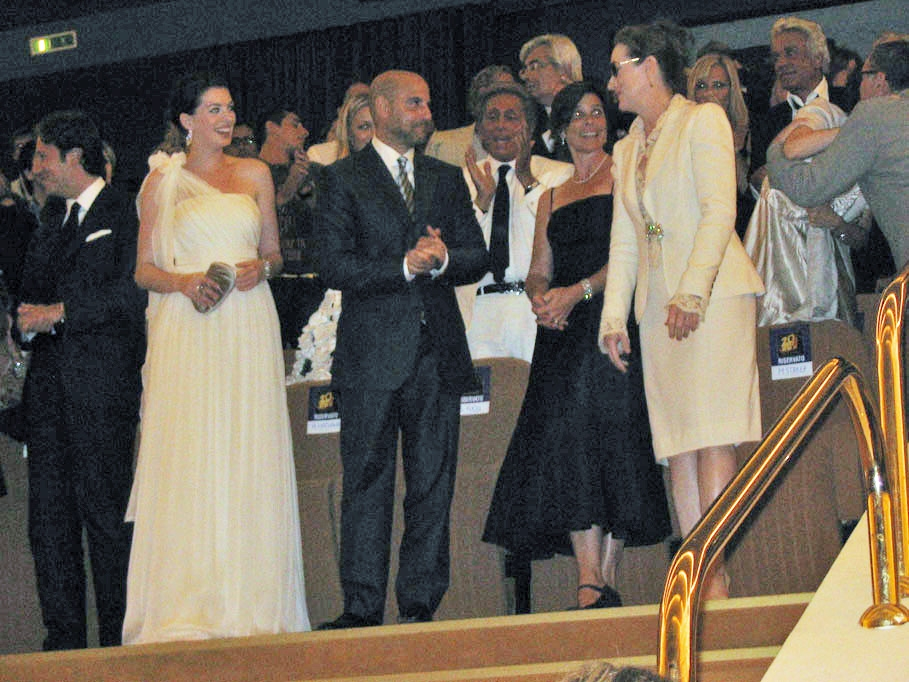
Anne Hathaway, Stanley Tucci und Meryl Streep

Die Komödie wurde in den USA am 30. Juni 2006 aufgeführt. In Deutschland kam der Film am 12. Oktober 2006 in die Kinos. Der Titelsong Suddenly I See stammt von KT Tunstall.
Lauren Weisberger ist eine ehemalige Assistentin von Anna Wintour, Chefredakteurin der Vogue. Die Übereinstimmung der Hauptfigur mit Wintour wurde nie bestätigt. Wintour erschien zur Filmpremiere und trug dabei Prada.
In der Romanvorlage fehlt die Intrige um Mirandas Posten, aber auch jede Chance für Andy, zu der ausschließlich erfolgsorientierten Chefin einen menschlichen Kontakt aufzubauen. In der Emily des Films verschmelzen die Romanfigur, die wegen einer Krankheit nicht nach Paris fahren kann, und die Figur der Lilly, Andys bester Freundin. Erst zum Ende des Romans, nach einem schweren Unfall der betrunkenen Lilly, erkennt Andy den Vorrang menschlicher Beziehungen vor dem beruflichen Erfolg und verlässt Paris. Ihr beruflicher Neuanfang gelingt ohne jedes Handeln der früheren Chefin.
Neben Gisele Bündchen haben Heidi Klum, Valentino Garavani und Bridget Hall Cameo-Auftritte.
In dem Spielfilm sind Kleidungsstücke der Mannheimer Modeschöpferin Dorothee Schumacher zu sehen.
Das Budget für diesen Film lag bei 35 Millionen US-Dollar. Das Einspielergebnis betrug rund 327 Millionen US-Dollar.

## Fortsetzung
Die Fortsetzung „Der Teufel trägt Prada 2“ kommt im Mai 2026 in die Kinos.

## Musical
Im Jahr 2022 kam der Stoff in der englischen Version The Devil Wears Prada als Musical auf die Bühne. Die Uraufführung fand am James M. Nederlander Theatre in Chicago statt. Die Musik komponierte Elton John. Die Liedtexte schrieben Shaina Taub und Mark Sonnenblick. Das Buch stammt von Kate Wetherhead. In Europa wurde das Musical erstmals im Dominion Theatre im Londoner West End aufgeführt. Die Premiere fand am 24. Oktober 2024 statt.